# 4419 Allancook
4419 Allancook este un asteroid din centura principală, descoperit pe 24 aprilie 1932 de Karl Reinmuth.